# 파피 플레이타임
《파피 플레이타임》은 미국의 인디 게임 개발사인 MOB Games에서 개발하고 출시한 서바이벌 호러, 로지컬 퍼즐 장르의 PC 비디오 게임이다. 챕터 1은 2021년 10월 12일에 마이크로소프트 윈도우용 스팀에서 출시되었으며 큰 인기를 얻었다. 챕터 2는 2022년 5월 6일에 출시되었다. 봉담중에서 2022년 12월 30일날 느티나무축제에 출시되었다. 향후 제작 측에서 개발될 예정인 추가 챕터는 DLC로 출시될 예정으로 계획되어 있다. 선샤인시티(60빌딩)은 2층에서 3층이다. 최근 MOB Games에서 정식으로 모바일 버전을 출시하였다. 그리고 2022년 12월 13일 외전작 프로젝트 플레이타임을 출시하였다.

## 챕터 플레이

### 챕터 1
허기 워기(Huggy Wuggy): 파피 플레이타임 Chapter 1의 보스로, 파란색의 털로 덮여져 있고 키가 굉장히 크다. 이름처럼 남을 안아주는 것을 좋아한다는 설정이 있는데, 그래서인지 주인공이 잡히는 장면에서 팔로 플레이어를 옭아맨 뒤 플레이어의 머리를 통째로 입에 밀어넣어 삼키는 모션을 취한다.
처음엔 광장의 중앙에서 등장하는데, 전기 연결 튜토리얼을 마치고 전력이 공급된 후 돌아가보면 홀연히 사라져있다. 이후 주인공이 가야할 통로에서 팔을 드러내거나, 배터리를 연결하는 주인공을 숨어서 지켜본다.
이후 캣비 인형을 만들고 문을 열었을 때 날카로운 이빨을 드러낸 기괴한 모습으로 추적추적 주인공을 향해 걸어온다. 이후 벤트를 통해 도망친 플레이어를 좁은 벤트에서 또다시 등장해 자신의 몸을 욱여넣으며 맹렬하게 추격하기 시작한다. 벤트 추격전 후 플레이어가 떨어트린 상자에 맞고 추락하는데, 이후 챕터 2에서 흔적이 나왔지만 살았는지 죽었는지 아직 밝혀지지 않았다.
이후 챕터 2에서 실험체 1-0-0-6에 관해 설명하는 비디오테이프에서 실험체 1-1-7-0이라는 코드네임으로 잠깐 언급된다. 그리고 챕터3에서 캣냅에 환각인 나이트메어 허기워기가 홈 스위트 홈등장한다 이때에는 도망쳐도 벽이막혀서 잡히는대 이건는 환각이라서 죽지는 않는다 그리고 로비에 허기워기가 그려진 가장작은 박스가 여러게있는대 이때 그려진 허기워기가 너무 귀엽다.....
...

### 챕터 2
마미 롱 레그(Mommy long legs): 파피 플레이타임 Chapter 2의 보스로, 몸이 분홍색으로 칠해져 있고, 이름처럼 엄청난 길이로 늘어나는 4개의 다리를 가지고 있다. 아무 말 없이 기괴한 소리만 내던 허기워기와는 달리 말을 할 수 있다. 플레이어를 잡으면 챕터 1의 허기워기와 같이 얼굴을 뜯어먹어버리는 모션을 취한다.
챕터 2 초반에 플레이어는 파피의 안내를 따라 어떤 구멍 앞으로 가게 되는데, 그곳에서 파피를 낚아채어 잡아가고, 덤으로 플레이어가 장착해둔 빨간 그랩팩 손을 뜯어서 가져간다. 그리고 플레이어에게 자신의 게임들을 모두 통과하면 파피와 기차를 움직일 힌트를 준다고 제안한다.
챕터 2 스토리 문단에 나오듯이 마지막 게임에선 반칙을 쓸 수밖에 없는데, 이에 분노한 마미 롱 레그는 게임을 모두 클리어한 주인공을 추격해서 앞을 가로막고는,
"이제 우린 맨 마지막 놀이를 할 거야. 그것은... 숨바꼭질이야!!
(Now, we're going to play one last game. It's called, Hide and Seek!!)"
라고 외치며 추격전을 시작한다. 이때 전 챕터의 보스 인 허기워기처럼 동공이 검은색으로 변하며, 기괴하게 확장되고, 손가락도 길게 변하며, 주인공을 살해하려고 한다. 추격전 중 마미롱레그를 따돌린 구간에서 중간중간 퍼즐이 나온다. 이후 주인공을 막다른 길로 몰아가서 죽이기 직전, 플레이어가 작동시킨 분쇄기에 손을 올리는 바람에 분쇄기에 빨려들어가 머리와 팔 일부를 제외한 몸의 대부분이 찢기면서 "너 지금 뭐하는 거야! 그가 나를 그의 일부로 만들 것이라고!(He'll make me part of him!) 네가 나한테 이럴 순 없어(비명)" 라고 말하며 분쇄되었다. 마미 롱 레그의 잔해는 이후 실험체 1-0-0-6, 프로토타입이 회수한다.(아래 문서 참고)

### 프로젝트 플레이타임(앞서 해보기)
튜토리얼 영상에서는 플레이어 4명이 작은 허기워기를 발견한 후, 움직이는 걸 보고 1명이 발로 밟아 죽인다. 그러자 진짜 허기워기가 나타나 1명을 먹어 치우고, 마미 롱 레그까지 나타나 1명을 또 먹어 치운다. 그리고 1명이 기차 안에 들어 가 안심 취하는데 박시 부가 상자에서 나와 1명을 물고 상자 안으로 들어 간다.
이 게임에서는 7명 중에 1명이 빌런이 되어 6명을 죽여야 하고, 남은 6명이 인형 조각을 모으고 기차를 타 탈출해야 한다.
빌런이 된 사람은 허기워기, 마미 롱 레그, 박시 부중에 선택을 하고 플레이어들을 잡아 구덩이에 넣는다. 다만, 다른 플러이어 도움으로 다시 나올 수 있다. 또, 허기워기는 미니 허기워기를 소환할 수 있고, 마미 롱 레그는 생존자를 투시하고 이동할 수 있으며 박시 부는 스프링으로 점프를 할 수 있다. 빌런들은 사보타지를 사용할 수 있다. 생존자들은 빌런들의 눈을 피하여 퍼즐을 풀어야 하고, 문 닫기 등을 이용하여 빌런을 따돌릴 수 있다. 생존자들은 퍽을 사용할 수 있으며 잡혀서 구덩이에 빠지면 벽에 난 구멍 안에 있던 미니 허기워기들이 나와, 그랩팩을 내밀어 미니 허기워기들을 밀어내야 한다. 안 그러면 미니 허기워기가 달라 붙어 그대로 잡아먹힌다 만약 6개 부품 모으기에 성공했다면 레버를 내려 인형을 조립하고 운 좋게 살았다면 기차 안에 들어가 탈출에 성공하면 된다.

## 보스 캐릭터[9]

### 허기워기 (등장: 챕터 1, 외전작)
Poppy Playtime 챕터1의 최종보스. 플레이타임 사에서 가장 잘 팔리는, 1984년에 출시된 장난감 인형 '허기 워기'를 바탕으로 만든 공장의 조형물이며, 쿠키 몬스터 혹은 그로버를 떠올리게 하는 푸른 털로 뒤덮인 몸에 굉장한 장신이고 팔다리가 길다

### 마미 롱 레그 (등장: 챕터 2, 외전작)
게임 Poppy Playtime에 등장하는 챕터 2의 메인 최종보스로 머리와 팔다리, 몸통이 자유자재로 늘어나는 분홍색 거미 장난감이다.

### 박시 부 (등장: 외전작)
게임 Poppy Playtime의 외전작 PROJECT: PLAYTIME에 등장하는 신규 장난감으로, 모티브는 한국에서는 흔히 깜짝상자로 알려져 있는 Jack in the Box. 이름의 유래는 상자라는 의미의 Box+Picaboo(까꿍)의 합성어로 보인다.
평상시에는 평범한 장난감 상자 모습이지만 별 모양이 그려진 전면부를 기준으로 좌, 우 그리고 아래 부분에서 짐승의 손발과 스프링이 달린 팔다리가 튀어나오고 박스 위쪽에서는 뾰족한 이빨이 달린 네모난 형태의 괴물 머리가 튀어나온다.박스 뒤에는 하트가 그려져 있다.

## 기타 캐릭터 목록
파피(Poppy): 빨간머리 여자애 인형이다. 챕터 1에서 케이스 안에 보관된 모습으로 첫 등장한다. 주인공이 문을 열어주면 눈을 뜨며 "You opened my case. (너가 내 케이스를 열어주었구나.)"라고 말하는데, 바로 엔딩 크레딧이 시작되어서 이후 행적은 챕터 2에서 볼 수 있다.
키시 미시(Kissy Missy): 문이 막혀 있을 때 나타나 도움을 주고 사라진다. 이후 키시미시가 나타난 곳으로 가보면 마미 롱 레그 인형이 부서져있다.
변조 버니(Bunzo Bunny) : 첫번째 게임 뮤지컬 메모리에서 등장하며 주인공이 순서를 틀리면 틀릴 수 록 점점 더 빨리 내려오며 게임오버 때는 손에 들고 있는 심벌즈로 머리를 깨부순다.(Musical Memories)
스몰 워기(Small Wuggy) : 보통 미니 허기라고 불린다. 두번째 게임 웩-어-워기에서 등장하며 주인공이 단 하나 라도 놓치면 그대로 공격한다.(Wack-a-Wuggy).
PJ-퍼그 어 필러(PJ Pug-A-Pillar) : 세번째 게임 스태츄에서 등장하며 주인공을 쫓아온다. (Statue).
브론(Bron)
빨간색 목이 긴 공룡 인형. 그냥 길을 막고 있는 장애물이다.
부기봇(Boogiebot)
초록색 작은 로봇. 회사 곳곳에 피를 흘리며 널부러져 있다. 챕터 3에 나올수 있다
데이지(Daisy)
꽃 모양 인형. 챕터 2에서 게임 내에서는 트로피로만 등장한다.
실험체 1-0-0-6 프로토타입: 실험 번호 1006 프로토타입은 챕터 1에서는 검은색 비디오 테이프에서만 등장하였다. 이후 챕터 2에서는 마미 롱 레그가 장난감 분쇄기에 갈려 죽었을때, 그 잔해를 가져가려고 직접 등장하였다. 프로토타입은 극도로 높은 지능을 가지고있지만 극도로 폭력적이기도 하여 상당히 위험한 실험체로 기록되어 있다.그만큼 1-0-0-6 프로토타입의 마지막 기록 비디오에서 사람들을 학살하는 소리가 난다.
주인공(Player): 플레이타임 사의 전 직원이었던 인물. 인트로에서 플레이타임 사의 작품 ‘파피’의 광고 영상이 담긴 비디오와 함께 공장에서 꽃을 찾아달라는 의미심장한 편지를 받고 예전에 근무한 플레이타임 사의 공장으로 들어간다.
공장의 다른 장난감들 이상으로 정체가 굉장히 수상한 인물이다. 플레이타임 사는 10년 전 전직원 실종으로 인해 문을 닫은 곳인데, 그런 곳의 전 직원이었다는 점부터 그렇지만, 작중에서 표현되는 주인공의 묘사를 보면 이상한 점이 한두 개가 아니다. 다음은 주인공의 정체에 대한 추측들이다.
공장의 생존자 설: '플레이타임 사'는 상술했듯 10년 전 모든 직원이 전부 실종된 사건 탓에 문을 닫은 곳이다. 이 때문에 적어도 사건의 당사자라면 어떻게 멀쩡히 살아있는지 의문스런 상황이고 사건의 당사자가 아닌, 저 사건이 일어나기 전 퇴사한 인물이면 그게 한 둘이 아닐 텐데도 왜 하필 주인공인지가 떡밥이 된다.
장난감 설: 파피 플레이타임: 주인공이 떨어질 때의 소리를 잘 들어보면 인간이 높은 곳에서 떨어질 때 또는 착지할 때 나는 투박한 신발 소리가 아닌 마치 플라스틱 같은 단단한 재질의 무언가가 부러질 때처럼 높은 음의 소리가 난다. 심지어 상당히 높은 곳에서 떨어져도 잠시 시야가 흐려질 뿐이지 얼마 안 가 멀쩡히 달리기도 한다. 불 속에 들어가도 사망하지 않는다. 거기에 평범한 사람이라면 직원이었으면 보통 20살 이상은 돼야 할 테고 그 이후로 10년이 지났으니 최소 30대, 아무리 낮게 봐도 20대 중반은 된다고 보는게 정상인데 게임 진행 중 공장 인포메이션 뒤로 막는 개찰구와 비교할 때 시야의 높이를 따져보면 개찰구의 높이는 주인공의 가슴팍 정도까지 온다. 이 정도면 주인공의 키가 아무리 잘 쳐도 150cm에도 턱없이 못 미치는 수준이다. 설정 혹은 연출 오류라면 160cm정도로 보인다.
챕터 2에서 파피의 대사로 추측해볼 때 육체의 영혼을 장난감 안에 넣는 실험에서 가장 완벽하게 성공한 사례로 보인다.
일단 Mommy long legs가 주인공이 공장 안에서 일을 했다고 언급 하면서 플레이타임 공장 직원인 건 확실해졌다. 현재 또다른 추측으로는 5개의 미끄럼틀 중 의도적으로 이름을 가린 임원진이 아니냐는 추측 역시 존재한다. 스마일리크리터즈파피3를 시작했을때 노래가 나온뒤 스마일리크리터즈 영상이 나온다 그중 캣냅이 스마일리크리터즈 애들을 전부 가스로 잠제운다 그다음 뉴스나 비디오를 통해서 캣냅에 위험을 알수있다 미스 딜라이트 플레이케어에 있는 학교에서 볼수있다 교내로들어간뒤에 방송이 나오는대 무시하고 계속 진행을 하면 너는 어디서 많이본적있어 라고한다 그리고 발전기를 작동하면 나와서 발전기를 부순다 그리고 미션을 다 클리어 하면 셔터에 끼어 사망한다. 캣냅 챕터3 매인 보스 주인공을 죽이려고 한다 그리고 직접 말한것은 플레이케어에서 당장나가 말고는없다 그리고 프로트타입을 신으로모시고있다 기쁨의시간 1995년 8월8일 프로트타입이 이르킨 반란으로 직원들을 모두 죽기기위한 목적으로 으르켰다 하지만 인형들은 연구원말고도 일반직원,방문객들 까지죽여서 이를 게기로 playtime co.회사 앞에는 군인들이 주둔했다 사건 1.허기워기 탈출사건 2.bbi실험체 발각사건 이스터에그 파피플레이타임에 직원안내수칙이라는 영상이있다 그중에서 룰1b 렇게나오는대 이대로 숫자옆에있는 알파벳을 구글에다 그대로쓰면 플레이타임사에 직원인 로웬스톨에 계정이 나온다 영화화 파피플레이타임 게발자인 모브게임즈는 파피플레이타임이 챕터5까지 나온면 영화로 만들겠다는 소문이있다(자세한건 고스트햄이라는 유트브 채널에 있다) 등장인물 리치:창고에 어린이들에 장남감이 많이 있다고 불평을 했다 그리고 나중에 창고b로 보내진다 패티홀 장남감을 잘못 색칠해 57게에 장남감을 출고하지 못하게했다 그리고 회사에도 부정적으로 평가하고 있으며 결국 창고b로 보내지고 이때 부터 그녀를 본사람은 아무도 없다리에스 피에르 혁신부서에 있는 사람이다 사장인 엘리윗 우드릭이 죽자 그는 회사에 사장이 된게다름 없없다 sleep well 2024년에 나온 파피플레이타임 공식노래이다 자세한건 이 영상에...
"Sleep Well" (from Poppy Playtime: Chapter 3) by CG5 - OFFICIAL MUSIC VIDEO / Mob Entertainment
https://www.youtube.com/watch?v=28I_6qvI3Dk

## 스토리

### 챕터 1
《A Tight Squeeze》
때는 10년 전, 선풍적인 인기를 끌고 있던 플레이타임 장난감 공장의 직원들이 모두 실종되는 사건이 벌어진다. 그렇게 10년 후 다시 현재, 플레이타임 공장의 옛 직원인 주인공은 "10년 전 직원들이 모두 사라진 줄 알지? 우린 아직도 여기 있어. 꽃을 찾아."라는 의문의 편지를 받게 되고, 플레이타임 공장에 다시 찾아가서 그랩팩이라는 장비를 이용하여 챕터 1의 메인 빌런인 허기 워기(Huggy Wuggy)를 피해 꽃을 찾아 가는 내용이다. 여기서 꽃은 파피가 들어있는 통이 보관된 방 앞에 있는 그림인데, 주인공은 여기서 파피가 들어있는 케이스의 문을 열게 된다.

### 챕터 2
《Fly In a Web》
파피의 케이스를 연 시점부터 시작된다. 파피는 주인공을 안내해주다 어떤 구멍이 있는 곳으로 가게 되는데, 그곳은 마미 롱 레그가 잠복한 곳이였다. 아무것도 모르는 파피는 주인공에게 무언가를 말하려다 마미 롱 레그에게 잡히게 되고, 주인공이 마미를 따라 가고 빨간색 손으로 문을 여는 도중 그걸 뜯어간다. 마미는 이때 주인공에게 자신의 3가지 게임을 통과하면 파피와 기차를 움직일 힌트를 주겠다고 거래를 한다.
그렇게 주인공은 3가지 게임을 하게 되는데, 악기로 머리를 깨부수는 인형 번조 버니(Bunzo Bunny)를 피해 버튼을 누르거나, 다양한 색깔의 미니 허기 워기들을 무찌르거나(Wack-A-Wuggy), PJ 퍼그 어 필러(PJ Pug-A-Pillar)에게서 탈출하는 등 게임을 모두 통과한다.
하지만 이 중 퍼그 어 필러를 피하는 게임은 출구가 막혀있어서 창문을 깨부수고 탈출하는 반칙을 쓸 수밖에 없는데, 이에 마미 롱 레그는 분노하며 주인공을 죽이려고 한다. 이후 행적은 윗 문단 참고.
마미를 죽여버린 뒤, 주인공은 여태껏 얻은 힌트를 이용해 파피와 같이 기차에 타서 이동하는데, 기차에 타던 도중 파피는 본색을 드러내어 기차의 방향을 꺾어 출구가 아닌 엉뚱한 방향으로 가게 만들었다. 갑자기 파피의 음성이 끊기며 사장실 비디오 테이프에 서 난 소리가 나며 기차의 속도가 너무 빨라져 기차가 전복되고, 기차 창문으로 Playcare 라는 표지판이 희미하게 보이며 게임이 끝난다.
.
=챕터3= 2024년 1월30일 정식게임이 나왔다 ===스토리=== 주인공은 기차사고를 당한뒤 구멍으로 떨어지는대 그뒤로 전화기에서는 울리라는 의문의 목소리가 들린다 그뒤로 세로운 그래팩으로 플레이케어로 간다

## 반응
초기 출시 후 게임 내의 섬뜩한 분위기와 스토리로 호평을 얻었다. 또한 유튜브와 트위치 등의 인터넷 방송 플랫폼에서 빠르게 유행을 탔다. 하지만 트위터에서 개발자 측이 게임의 포스터를 사용하는 NFT를 발표했으나, 팬덤의 반발에 대응하여 개발 측은 해당 발표를 삭제했다.

### 내용주
1. ↑  원어 표기대로면 '렉스'라고 읽는다.
2. ↑  사실 가장 유력한 설로 꼽히고 있다.

### 참조주
1. ↑  Nelson, Savannah (2022년 1월 3일). “Is Poppy Playtime The New Five Nights At Freddy's?”. 《Screen Rant》. 2022년 1월 3일에 확인함.
2. 1 2  Pérez, Cristina (2021년 11월 1일). “Poppy Playtime muestra el primer tráiler de su segundo capítulo” [Poppy Playtime shows the first trailer of its second chapter]. 《Vandal》 (스페인어). 2021년 11월 1일에 확인함.
3. ↑  챕터 2의 트레일러에서 마미 롱 레그가 허기 워기 인형을 가져가는데, 마미 롱 레그가 가져간 허기는 추격씬 이후 떨어진 허기가 아니라 그냥 인형 허기다.
4. ↑  프로토타입 1-0-0-6
5. ↑  '마리 페인'이라는 여성의 영혼이 들어간 것으로 추측된다.
6. ↑  챕터 2 중간에 마미 롱 레그에 관한 보고서가 있는데, 거기서 마미 롱 레그의 사람이었을때의 모습이 있다. 인형들이 피가 난다는 것과 이걸 보면 인형들은 사람이었다는걸 알 수 있다.
7. ↑  트레일러 영상에 나온 모습과 조금 다르다.
8. ↑  이는 파피플레이타임 2의 두 번째 게임인 '웩 어 허기'에서도 마찬가지로보인다.
9. ↑  보스도 그렇지만, 생명이 있는 인형들은 모두 상품 형태보다 크기가 훨씬 크다.
10. ↑  대충 봐도 2m는 넘어 보인다.
11. ↑  처음 시작할 때 파피가 'keep going(계속 나아가)'라고 말해주며, 전선을 연결하고 나서는 그녀(마미 롱 레그)가 자신을 영원히 상자 안에 가둬 둘 줄 알았다며 상자 안에서 꺼내 줘서 고맙다고 한다.

그리고 마지막에는 이 곳을 빨리 나가야 한다고 말하며, 같이 기차에 탄다. 그리고서는 '넌 너무 완벽해...(you are perfect)'라고 말하며 기차 선로 방향을 바꿔버린다....
12. ↑  정확히는 심벌즈로 머리를 압박하여 죽이는 것이다.
13. ↑  일반 허기워기는 주인공을 입속에 넣어 먹어버리지만, 스몰 워기들은 주인공을 잡아 비틀어버린다.
14. ↑  트레일러 영상에서는 그냥 애벌레였으나 모습이 바뀌었다.
15. ↑  브론 간판에서 브론이 "세상에서 제일 무서운 공룡이 누구게? 바로 나야!" 라는 농담을 하는데, 이는 미스테리로 남는다.
16. ↑  그러나 챕터 3 보스 빌런으로 많은 사람들이 추정한다.
17. ↑  마미롱레그가 죽기전 "그가 날 그의 일부로 만들 거라고!" 라며 무엇을 아는듯이 말하는데, 여기서 '그'는 프로토타입이라고 추정된다. 그러면 프로토타입이 마미롱레그, 허기워기까지 고의로 둘을 보낸 것일 수도 있으며, 후의 챕터에서 프로토타입과 그에게 회수된 인형들이 몸 부위로 등장할 것으로 추정되기도 한다.
18. ↑  이 중에 영어 스펠링이 틀린 게 있어서 파피는 어린 아이였다는 추측도 있다.
19. ↑  예를 들면 높은 곳에서 떨어지면 또각! 하는 소리가 난다던지.. 허기 워기에게 죽어도 계속 다시 무한대로 살아난다던지...(이는 마미 롱 레그도 마찬가지)
20. ↑  양귀비
21. ↑  이는 첫 번째 게임인 뮤지컬 메모리(music memory)이다
22. ↑  두 번째 게임인 웩-어-워기이다.
23. ↑  해당 게임은 세 번째 게임인 스태츄이다.
24. ↑  이 게임을 시작할때 마미 롱 레그가 예전에 아이들이 자신을 버렸다며, 진짜 버려지는건 주인공이라며 중얼거리는데, 이 외에 뮤지컬 메모리를 시작할때 "번조도 오랜만에 놀 생각에 신났나봐." 라고 하는 등을 보아 인형들은 옛날에도 생명이 있었다는걸 알 수 있다.
25. ↑  Sant, Sam (2021년 10월 14일). “Is there a Poppy Playtime PS5, PS4, Xbox, and Nintendo Switch release date?”. 《GameRevolution》. 2021년 10월 28일에 확인함.
26. ↑  Fresle, Harry (2021년 11월 10일). “Poppy Playtime: 7 Best Hidden Details”. 《TheGamer》. 2021년 11월 10일에 확인함.
27. ↑  Fillari, Alessandro (2021년 10월 27일). “The 13 best horror games to play during Halloween”. 《CNET》. 2021년 10월 28일에 확인함.
28. ↑  “Poppy Playtime Faces Review Backlash Over the Addition of NFTs”. 《TechRaptor》 (영어). 2021년 12월 15일에 확인함.